# Рахнянський парк
Рахнянський парк — парк-пам'ятка садово-паркового мистецтва місцевого значення, розташований на території с. Рахни-Лісові Шаргородського району Вінницької області. Оголошений відповідно до Рішення облвиконкому № 371 від 29.08.1984 р.
В кінці XVIII століття проводилися основні роботи по закладці паркових насаджень і фруктового саду, спорудженню двоповерхового палацу та двох невеликих ставків і маєтку поміщика Балашова. Роботи було закінчено в першій половині XIX століття.
В основу розбивки взято природний лісовий масив, який доповнився колекцією цінних деревних порід, розташовані  вони здебільшого окремими групами на галявинах поблизу палацу. Серед них є крупні екземпляри горіха чорного, сосни веймутової, дуба червоного, дугласії зеленої, смереки гребінчатої, сосни кримської, а також алейна посадка старих каштанів та їх окремі біогрупи. Всього в парку зростає близько 40 видів і форм дерев та чагарників.
Два невеликих ставки добре вписуються у ландшафт. Навколо них ростуть ясени, липи та дуби - червоний і болотний. Добре збереглися також архітектурні споруди, що використовуються тепер для розміщення 8-річної школи.